# 니시노미야시
니시노미야시(일본어: 西宮市)는 일본 효고현 남동부에 있는 도시이다. 중핵시로 지정되어 있다.
오사카시와 고베시의 중간에 있는 한적한 주택 지역이며, 2005년 4월 1일 추계인구로 아마가사키시를 제치고 효고현 3위의 도시가 되었다. 한신 고시엔 구장의 소재지로 이전에는 일본 프로 야구 한큐 브레이브스의 홈구장인 한큐 니시노미야 구장(이후의 한큐 니시노미야 스타디움)도 있었고 시 중심부에 니시노미야 신사가 있다.
한신칸 모더니즘 문화권의 중앙에 위치해 주위의 각 도시와 함께 일본에서 유수한 고급 주택가로 유명하다. 특히 한큐 전철 연선에는 재계인, 문화인 등의 저택이 많이 들어서 있다. 또 대학, 단기 대학이 10개 이상 존재하는 문교 도시이기도 하다. 1995년 한신 아와지 대지진 때 큰 피해를 입었지만 중남부의 한큐 니시노미야키타구치역 주변 등 시내 각지에서 부흥 사업, 재개발 사업이 진행되어 한신칸의 새로운 핵으로의 발전이 기대되고 있다. 2006년 6월 12일에는 추계인구가 47만 명을 넘었다.
행정의 중심은 한신 전기 철도 니시노미야역 주변이지만 상업은 한큐 전철 니시노미야키타구치역 주변이 번화한다. 고시엔 주변도 고시엔 구장의 지명도에 가세해 교통, 상업에서도 상당한 비중을 차지하는 등 시를 대표하는 중심이 분산되어 있다.

## 지리
효고현 남동부의 한신 지역(고베와 오사카의 중간 지역)에 위치하고 남부 시가지에서는 오사카, 고베의 양 도심까지 전철(JR·한큐·한신)을 이용해 15분 정도, 북부의 시오세 지구에서도 전철(JR·한큐)을 이용해 30분 정도로 갈 수 있는 몹시 편리한 위치에 있다.
북부의 산지와 남부의 평야로 나뉘어 있고 남부는 오사카만과 접한다. 매립지가 3개소 있다. 세토나이카이 국립공원 롯코야마 지구의 일부를 포함하고 있다.

### 기후
북부와 남부가 크게 다르지만 남부는 연 강수량이 1500mm 정도이고 오사카만으로 흘러드는 난류의 영향으로 그다지 많이 오지는 않으며 연평균 기온은 16도 정도로 온화한 기후이다. 시내 전체가 세토 내해식 기후이다.

### 인접한 자치체
- 아마가사키시
- 이타미시
- 다카라즈카시
- 고베시
  - 기타구
- 아시야시

## 역사
- 1889년 4월 1일 - 정촌제 시행으로 주변의 구역을 확대하여 니시노미야정이 성립하였다.
- 1924년 4월 1일 - 한신 고시엔 구장이 개장하였다.
- 1925년 4월 - 니시노미야정이 시로 승격해 니시노미야시가 되었다.
- 1933년 4월 - 이마즈정, 시바촌, 다이사촌을 편입하였다.
- 1941년 2월 - 고토촌을 편입하였다.
- 1942년 5월 - 가와라기촌을 편입하였다.
- 1951년 4월 - 나루오촌, 야마구치촌, 시오세촌을 편입하였다.
- 1973년 - 니시노미야 사건이 발생하였다.
- 1995년 1월 17일 - 효고현 남부 지진이 발생했고 니시노미야시는 광범위한 피해를 입었다.

## 교육
- 간세이 가쿠인 대학

## 경제
선적량 기준으로 2001년에 니시노미야시는 효고현에서 8위이고 식품 가공업은 효고현 전체의 78.1%를 차지한다. 이 지역의 중소기업 발전을 촉진하고 주거 환경을 개선하기 위해 시는 산업 시설들을 나루오하마와 니시노미야하마의 매립지로 이전시키는 프로그램을 수행하였다.
대체로 지역의 공업은 한신 대지진으로 인한 피해와 경기 침체로 어려움에 직면해 있다. 기업 수, 고용자 수, 선적량 모두 감소하고 있다.
농경지의 대부분은 도시 지구에 위치하나 니시노미야의 농업은 어려운 상황에 놓여 있으며 매년 악화되고 있다. 현재는 농업을 진흥시키기 위해 오사카와 고베 같은 대형 시장을 겨냥한 야채 등 시장성 있는 작물을 재배하고 있다. 다른 노력들로는 온실을 통해 작물을 재배하는데 토지를 효율적으로 이용하는 것과 수경 기술 사용 등이 있다.

## 교통

### 철도
- 서일본 여객철도
  - 도카이도 본선(JR 고베선)
    - 고시엔구치역 - 니시노미야역 - 사쿠라슈쿠가와역

  - 후쿠치야마선(JR 다카라즈카선)
    - 나마제역 - 니시노미야나지오역 - 다케다오역
- 한신 전기 철도
  - 본선
    - 무코가와역 - 나루오역 - 고시엔역 - 구스가와역 - 이마즈역 - 니시노미야역 - 고로엔역

  - 무코가와선
    - 무코가와역 - 히가시나루오역 - 스자키역 - 무코가와단치마에역
- 한큐 전철
  - 고베 본선
    - 니시노미야키타구치역 - 슈쿠가와역

  - 이마즈선
    - 이마즈역 - 한신코쿠도역 - 니시노미야키타구치역 - 몬도야쿠진역 - 고토엔역

  - 고요선
    - 슈쿠가와역 - 구라쿠엔구치역 - 고요엔역

### 버스
- 한신 버스
  - 한신선
- 미나토 관광버스 (고베시)

### 도로
- 메이신 고속도로
- 주고쿠 자동차도
- 한신 고속도로
- 국도 2호선
- 국도 제43호선
- 국도 제171호선 (일본)(일본어판)
- 국도 제176호선 (일본)(일본어판)

## 인구
2010년 인구조사 대비 인구 증감률을 보면 3.75% 증가한 482,790명이며, 증감률은 현내 41개 시정촌 중 2위, 49개 행정구역 중 4위이다.
다만 추계인구 기준으로는 2016년 12월을 정점으로 감소세로 돌아섰다.
| 연도   | 인구      | ±% |
| ------ | --------- | -- |
| 1970년 | 377,043명 | —  |
| 1975년 | 400,622명 | —  |
| 1980년 | 410,329명 | —  |
| 1985년 | 421,267명 | —  |
| 1990년 | 426,909명 | —  |
| 1995년 | 390,389명 | —  |
| 2000년 | 438,105명 | —  |
| 2005년 | 465,337명 | —  |
| 2010년 | 482,640명 | —  |
| 2015년 | 487,850명 | —  |
| 2020년 | 485,587명 | —  |

## 시설
- 한신 고시엔 구장

## 자매・우호 도시
- 미국 워싱턴주 스포캔(1961년 9월)
- 브라질 파라나주 론드리나(1977년 5월)
- 중화인민공화국 저장성 사오싱시(1985년 7월)
- 프랑스 아키텐 로테가론주 아쟁(1992년 4월)
- 일본 가고시마현 아마미시(1981년)
- 대한민국 경상북도 영덕군(1991년)

## 출신 인물
- 다니가와 나가루
- 츠츠미 신이치
- 아시다 마나
- 무라카와 다이스케 - 바둑기사
- 무라카미 하루키 - 소설가
- 묘이 미나 - 대한민국의 9인조 다국적 걸그룹 트와이스의 멤버
- 오히라 미쓰요

## 픽션
- 《스즈미야 하루히 시리즈》